# 10 cose che odio di te (film)
10 cose che odio di te (10 Things I Hate About You) è un film del 1999 diretto da Gil Junger, alla sua prima regia. Il titolo della pellicola è ripreso da una poesia recitata nell'opera La bisbetica domata di William Shakespeare, di cui il film è una versione cinematografica in chiave giovanile.

## Trama
Cameron James, un nuovo studente della Padua High School nell'area di Seattle, si innamora della bella e popolare  Bianca Stratford. Michael Eckman lo avverte che è vapida e presuntuosa e che suo padre Walter, un ostetrico spaventato dalle gravidanze adolescenziali, non permette a lei o sua sorella maggiore Kat di uscire con i ragazzi. Kat viene accettata al Sarah Lawrence College di New York, ma Walter vuole che rimanga vicino a casa e frequenti l'Università di Washington. Bianca desidera uscire con il ricco Joey Donner, ma Walter non permetterà alle sue figlie di uscire con i ragazzi fino a quando non si diplomeranno. Sorprendentemente, frustrato dall'insistenza di Bianca e dalla ribellione di Kat, Walter cede e decide che Bianca potrà uscire con un ragazzo solo quando anche Kat lo farà, sapendo che l'atteggiamento antisociale di Kat lo complicherà notevolmente.
Quando Cameron chiede a Bianca di uscire, lei lo informa della nuova regola di suo padre e gli suggerisce di trovare qualcuno disposto a uscire con Kat in modo che possa uscire liberamente con Joey. Cameron sceglie l’australiano Patrick Verona, che inizialmente lo spaventa con il suo atteggiamento da duro. Michael convince Joey a pagare Patrick per uscire con Kat, credendo che ciò permetterà a Joey di uscire con Bianca. Patrick accetta l'accordo, ma Kat respinge le sue prime avances. Dopo che Michael e Cameron lo hanno aiutato, chiedendo a Bianca informazioni sulle preferenze di Kat, Patrick inizia a conquistare l'interesse di Kat e accetta di andare a una festa con lui, che permette a Bianca di andare a sua volta, sconvolgendo notevolmente Walter.
Alla festa, Kat si arrabbia nel vedere Bianca con Joey e alla fine si ubriaca. Patrick si prende cura di lei che inizia ad aprirsi con lui, esprimendo il suo interesse a formare una band. Quando Kat tenta di baciarlo, Patrick si allontana, facendola infuriare. Nel frattempo alla festa, Bianca ignora Cameron per Joey, ma presto si rende conto che Joey è superficiale ed egocentrico. Quando Bianca chiede a Cameron di portarla a casa, lui ammette che i suoi sentimenti per lei sono genuini e che il suo comportamento lo ha frustrato, in risposta lei lo bacia in modo riconciliatore.
Joey si offre di pagare Patrick per portare Kat al ballo di fine anno in modo che possa portare Bianca, inizialmente rifiuta, ma cede quando Joey gli offre più soldi. Anche se Kat è ancora arrabbiata con Patrick, alla fine la riconquista facendole una serenata accompagnata dalla banda musicale della scuola e lei ricambia il favore aiutandolo a uscire di nascosto dalla punizione. Successivamente hanno un altro appuntamento, ma Kat si insospettisce quando Patrick insiste che lo accompagni al ballo di fine anno, a cui si oppone categoricamente.
Irritata per non essere stata invitata al ballo di fine anno da Cameron, Bianca accetta l'invito di Joey, ma Walter non le permette di andare a meno che Kat non la accompagni. Kat confessa a Bianca di essere uscita con Joey quando erano al primo anno e che ha avuto rapporti sessuali con lui, in seguito pentendosene. Alla fine Kat accetta di partecipare al ballo con Patrick e Bianca decide di andare con Cameron invece di Joey. Al ballo di fine anno, Bianca scopre che Joey l’ha invitata al ballo solamente per poi portarla a letto. Arrabbiato dal fatto che Bianca lo abbia respinto per Cameron, Joey rivela a Kat il suo accordo con Patrick, che fa sì che lei se ne vada con il cuore spezzato. Joey poi spinge Michael e prende a pugni Cameron, ma Bianca lo aggredisce per aver ferito lei, Kat e Cameron. Durante la serata, Bianca e Cameron si scambiano un altro bacio.
Il giorno dopo Bianca si riconcilia con Kat e inizia a una relazione con Cameron. Convinto che Kat possa gestirsi da sola, Walter le permette di frequentare il Sarah Lawrence College. A scuola, per un compito in cui gli studenti sono stati incaricati di scrivere le proprie versioni del Sonetto 141 di William Shakespeare, Kat legge ad alta voce una poesia che ha composto, intitolata "10 cose che odio di te", rivelando che ama e si preoccupa di Patrick. Per farsi perdonare, lui la sorprende con una Fender Stratocaster che ha comprato con i soldi che Joey gli ha dato e confessa di essersi innamorato di lei. Kat lo perdona e si riconciliano con un bacio.

## Produzione
Il film vede come protagonisti i giovani Julia Stiles, Heath Ledger e Joseph Gordon-Levitt in ruoli di primo piano. Per gli esterni della scuola è stata usata la centenaria Stadium High School di Tacoma (Washington).

## Sit-com
Nel 2009 è stata realizzata l'omonima sit-com 10 cose che odio di te, basata sul film. Larry Miller è l'unico degli attori originali a fare parte del cast.

## Colonna sonora
La colonna sonora della pellicola è stata distribuita dal 6 aprile 1999 e contiene le tracce:
1. I Want You to Want Me - Letters to Cleo
2. FNT - Semisonic
3. Your Winter - Sister Hazel
4. Even Angels Fall - Jessica Riddle
5. I Know - Save Ferris
6. New World - Leroy
7. Saturday Night - Ta-Gana
8. The Weakness in Me - Joan Armatrading
9. Atomic Dog - George Clinton
10. Dazz - Brick
11. War - The Cardigans
12. Wings of a Dove - Madness
13. Cruel to Be Kind - Letters to Cleo
14. One More Thing - Richard Gibbs
15. Come On - Letters to Cleo

Il brano Even Angels Fall, interpretato da Jessica Riddle, è stato usato anche in Italia all'interno del programma Radio1 Musica curato (e a volte condotto) da Gianmaurizio Foderaro.

## Riconoscimenti
MTV Movie Awards 2000: miglior performance rivelazione femminile (Julia Stiles)